# Meryem Hajri
Meryem Hajri (en arabe : مريم حجري), née le 14 septembre 1994 à Casablanca (Maroc), est une footballeuse internationale marocaine qui joue au poste de milieu de terrain.

## Carrière en club

### Formation
Meryem Hajri se forme au Wydad Athletic Club avec lequel elle évolue jusqu'en 2018.

### Expérience en Espagne à Huelva (2018-2019)
Après plusieurs saisons au Wydad, Meryem Hajri s'exporte à l'étranger pour s'engager avec le Sporting Huelva qui évoluant première division espagnole.
Elle fait ses débuts avec le club andalou le 4 février 2018 en entrant en jeu face à l'Espanyol de Barcelone sur le terrain de ce dernier. Elle connaît sa première titularisation le 18 février 2018 en déplacement chez le Rayo Vallecano où Huelva s'incline 3-1. Le club termine à la 9e place au classement parvient donc à se maintenir dans l'élite. Meryem boucle sa première saison en ayant pris part à 12 matchs dont 8 titularisations.
Hajri prolonge d'une saison supplémentaire avec le club espagnol et change de numéro de maillot, passant du n°22 au n°6. Elle dispute son premier match de la saison sportive 2018-19 sur le terrain de Madrid CFF qui voit son équipe perdre 3-1. Mais le club connaît un début de saison difficile du point de vue comptable (8 défaites en 10 matchs). Il faut attendre le 2 décembre 2018 pour voir le Sporting Huelva s'imposer, face à l'Espanyol de Barcelone (1-0). Le 13 février 2019, Huelva réalise un exploit en allant s'imposer chez le FC Barcelone deuxième au classement, sur le score de 3 buts à 2. Match durant lequel, Meryem Hajri délivre une passe décisive sur le troisième but marqué par l'internationale argentine Florencia Bonsegundo. Elle dispute son dernier match avec Huelva le 5 mai 2019 contre l'Espanyol de Barcelone (défaite, 2-1). Le club se maintient de justesse en terminant 14e au classement avec seulement 6 victoires (17 défaites et 7 nuls) disposant d'une meilleure différence de buts que Málaga, premier relégable. A l'issue de cet exercice 2018-19, la Marocaine aura disputé 23 matchs de championnat dont 14 titularisations pour trois passes décisives.
En juillet 2019, Meryem Hajri renouvelle son contrat avec Huelva, mais elle ne dispute pas de matchs avec l'équipe première. Ce qui la conduit à quitter le club à la trêve.

### Retour au Maroc
Meryem Hajri regagne le championnat marocain en janvier 2020 en rejoignant l'Atlas 05 Fkih Ben Salah.

#### Sporting Casablanca (2021-)
Après une saison perturbée par la pandémie de covid-19, elle s'engage avec le Sporting Casablanca avec lequel elle accède à la première division après avoir terminé première de la poule sud de la saison 2020-2021. Puis la saison suivante (2021-2022), elle et son club terminent à la 3e place du championnat. La saison qui suit, le SCC fait mieux que l'exercice précédent en finissant vice-champion du Maroc. Le club avec à ses rangs Hajri, atteint la finale de la Coupe du Trône 2020-2021 après avoir éliminé l'Association Fida (4-1), puis le Wydad en quart (4-2) et le Club municipal de Laâyoune en demi-finale (3-0).

#### Prêt à Touarga (2024-2025)
Après trois saisons du côté du Sporting Casablanca, Meryem Hajri est prêtée à l'Union Touarga qui évolue en deuxième division et avec lequel elle réussit à accéder à la première division.

## Carrière internationale

### Équipe du Maroc
Meryem Hajri est internationale marocaine depuis 2016. Elle participe aux qualifications de la CAN 2016 et de la CAN 2018. Mais ces campagnes africaines se soldent par des échecs.
Le Maroc ne parvient pas non plus à se qualifier pour le JO 2020 se faisant sortir par le Mali. Hajri participe à cette double confrontation face au Mali qui a lieu en avril 2019.
En août 2017, Meryem est sélectionnée par Karim Bencherifa pour disputer le tournoi COTIF à L'Alcúdia (Espagne). Durant ce tournoi qui a lieu du 4 au 11 août, le Maroc affronte des clubs espagnols et français. Les Lionnes de l'Atlas s'inclinent face à Levante (2-1), s'imposent contre Albi (5-1), perdent contre Atlético de Madrid (1-0) et gagnent contre Valence FC (1-0). Meryem participe à l'ensemble des matchs en tant que titulaire et marque le but de la victoire contre Valence. C'est durant ce tournoi qu'elle est repérée par le club du Sporting Huelva.

### Équipe du Maroc futsal

#### Coupe d'Afrique des nations 2025
Dans le cadre des préparations à la CAN 2025, le Maroc reçoit le Sénégal pour deux matchs amicaux, les 25 et 26 mars au Complexe Mohammed VI. Le Maroc remporte les deux rencontres (13-0 puis 6-2). Convoquée, Meryem Hajri participe aux deux matchs. Elle inscrit un doublé la première manche et marque un but lors de la deuxième,.
Le 12 avril 2025, la fédération marocaine annonce la liste des joueuses sélectionnées pour disputer la CAN qui se tient du 22 au 30 avril à Rabat. Meryem Hajri fait partie des joueuses retenues par Adil Sayeh,.
Après s'être imposé face à la Namibie (8-1) et le Cameroun (7-1) en phase de groupe, le Maroc élimine l'Angola en demi-finale (5-1) et décroche ainsi sa qualification pour la Coupe du monde 2025. Les Marocaines remporte le tournoi après avoir vaincu les Tanzaniennes en finale (3-2),,,. Meryem Hajri, qui participe à toutes les rencontres, inscrit deux buts durant la compétition (face au Cameroun et à l'Angola).

#### Coupe du monde 2025
Dans le cadre des préparations à la Coupe du monde 2025, elle est sélectionnée pour participer à un tournoi international en Croatie du 18 au 22 juin 2025. Le Maroc termine troisième de ce tournoi après deux victoires contre la Croatie (3-2) et contre le Groenland (5-0) et deux défaites contre la Pologne (4-1) et la République tchèque (3-0). Hajri participe à l'ensemble des matchs et inscrit un doublé face au Groenland.

## Palmarès
| Sporting Casablanca (1) | Union Touarga (1)                                | Équipe du Maroc futsal (1)                                                                 |
| --- | ------------------------------------------------ | ------------------------------------------------------------------------------------------ |
| - Ligue des champions de la CAF : - Finaliste : 2023 - Tournoi de l'UNAF : - Vainqueur : 2023 - Championnat du Maroc - Vice-championne : 2022-23 - Coupe du Trône - Finaliste : 2020-21 | - Championnat du Maroc D2 - Championne : 2024-25 | - Coupe d'Afrique des nations - Championne : 2025 - Tournoi de Croatie : - 3e place : 2025 |

### Distinctions personnelles
- Dans le onze-type de la Ligue des champions 2023 par la CAF.